# Gustav III:s ryska krig
Gustav III:s ryska krig (även kallat svensk-ryska kriget 1788–90) utspelades 1788–1790 efter att Sveriges kung Gustav III anfallit Ryssland i hopp om att återta förlorade områden, samt att hindra vidare rysk inblandning i Sveriges inre angelägenheter. Under inledningen av kriget revolterade ett antal svenska officerare och bildade Anjalaförbundet, i slutet av kriget vann Gustav III Sveriges största marina seger någonsin, då han krossade den ryska skärgårdsflottan i slaget vid Svensksund den 9–10 juli 1790.
Kriget avslutades i augusti 1790 med freden i Värälä utan gränsjusteringar, men Ryssland förlorade sin rätt från freden i Nystad att lägga sig i svensk politik. 

## Bakgrund
Ännu sommaren 1787 då Gustav III besökte Finland hade han inga planer på ett krig mot Ryssland. Det rysk-turkiska kriget hade från augusti 1787 riktat Rysslands stridskrafter åt ett annat håll. Sedan Österrike i februari 1788 förklarat Moldavien krig och därmed trätt in i kriget mot Turkiet bevarades en allians mellan Österrike och Ryssland mot Preussen. Preussen låg från mars 1788 i förhandling med Holland och Storbritannien om en allians för att stävja Rysslands växande intressen i Orienten. Samtidigt rådde i Danmark missnöje över den fientlighet mot Sverige som alliansen med Ryssland framtvingade. Gustav III bedömde tidpunkten som helt rätt. 
Därtill hade inrikespolitiska problem minskat kungens popularitet. Åren 1780–1785 var alla utom ett missväxtår med svält i Sverige, och åtgärder som förbudet mot brännvinsbränning och avvittringen i Finland var impopulära. Johan Christopher Toll hade redan 1784 fått i uppdrag att lägga upp en plan för försvar av Finland inför ett möjligt anfall. Åtminstone i juli 1787 började han fundera på möjligheterna på ett offensivt krig och sedan han fått utbrottet av krigshandlingar mellan Ryssland och Turkiet bekräftade 19 september 1787 började han omedelbart planera för ett anfallskrig.

### Svenska krigsförberedelser
En hemlig krigskonselj, i vilken Toll och finansministern Eric Ruuth ingick började planera anfallet den 13 januari 1788, sedan man fått in underrättelser om att Storbritannien inte var helt avogt inställt mot att stödja ett sådant krig. Från den 16 januari ingick även major Otto Wrede som Tolls biträde i konseljen. 25 januari 1788 lade Toll fram sitt anfallsförslag, som gick ut på en landstigning i närheten av Sankt Petersburg, varifrån man snabbt kunde belägra staden innan försvaret hunnit sättas i stånd. Under mötet enades Oranienbaum som den lämpligaste platsen för en landstigning, varigenom de rikare delarna av staden därigenom enkelt kunde intas av invasionsstyrkan.
Inofficiellt, utan att man närmare berättade om bakgrunden inhämtades Carl August Ehrensvärd, Fredrik Henrik af Chapman och Otto Henrik Nordenskiölds synpunkter och flottans tillstånd för att kunna genomföra en sådan operation. Vid ett följande möte 3 februari då Gustav III visade sig vilja snabba på genomförandet och inleda anfallet redan i maj ansåg Toll att det var olämpligt. Enligt honom skulle det bli svårt att försörja armén - så tidigt på året skulle man inte kunna påräkna att kunna få tag på någon föda i Ryssland - och att till Finland transportera över tillräckligt med proviant för arméns underhåll på den tiden skulle inte räcka. Han menade också att de turkiska armérörelserna troligen skulle bli som mest aktiva under sommaren, och att de vore en fördel att så mycket av Rysslands flotta som möjligt skickats till Medelhavet innan anfallet inleddes, så att chanserna att kunna besegra den ryska flottan, vilket var nödvändigt för planens lyckade genomförande ökade. Gustav III invände att han redan sänt trevningar om en allians med Storbritannien, och att det bara var en tidsfråga innan dessa avslöjades av Ryssland som därmed skulle vara förberett. Han menade även att om ryska flottan hunnit avgå till Medelhavet kunde den orsaka svenska handelsflottan svårt avbräck. Vidare befarade han att en befarad österrikisk krigsförklaring mot Turkiet kunde göra landet benäget till fred med Ryssland. Ruuth befarade främst finansieringen, som Gustav III ansågs skulle garanteras genom brittiska subsidier vilka han ansåg mer eller mindre säkerställda. Efter en kompromiss beslutade man om juli som en tidpunkt då en krigsförklaring ansågs lämplig. Under täckmantel av spaning och exercis skulle en eskader utsändas första vårdag för att upphandla proviant för armén. 

Sedan dröjde nästa konselj. Den 20 februari sammankallades krigskonseljen på nytt, nu på Stockholms slott. De svenska transportfartygens positioner i svenska hamnar bestämdes och spreds ut för att undvika stockning. Till samlingspunkt i Finland bestämdes Sveaborg. Toll hade vid det här laget genom att påpeka svagheter i planeringen börjat förlora kungens förtroende. Åtminstone vid denna tidpunkt, troligen långt tidigare var kungagunstlingen Gustaf Mauritz Armfelt invigd i planerna, och från denne som först haft invändningar mot kriget, vände senare sedan och blev dess förespråkare då hans bittre fiende Toll började göra invändningar. Den 26 februari informerades Michael Anckarsvärd, som visserligen tillstyrkte tidpunkten för ett krig, men inte den planering som framfördes, vilken nu gällde framryckning till lands längs Finska viken.

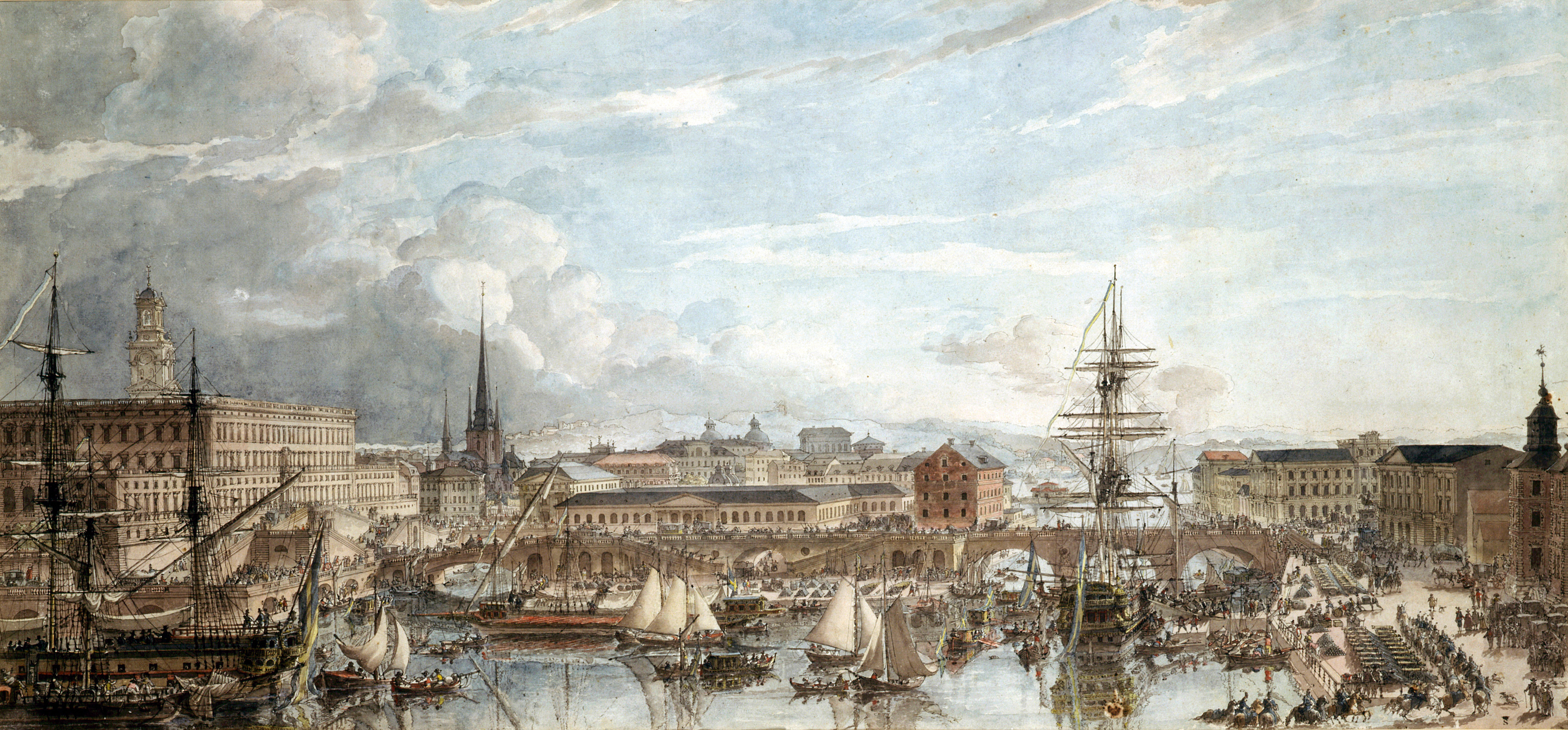
Svenska krigsfartyg på Stockholms ström i Stockholm utrustas för krig 1788. Akvarell av Louis Jean Desprez

Sedan det visat sig att underhandlingarna mellan Storbritannien och Sverige strandat ökade Tolls invändningar. Krigskonseljerna fortsatte fram till den 13 april. Den 5 maj skickades Toll ned i landet för att förbereda försvaret av Nya Älvsborg och Carlstens fästning samt Göteborg och Varberg med sin fästning. Avsikten var uppenbart att bli av med honom. Redan tidigare hade i stället en "secretissime beredning", en hemlig samling, med Gustav III, Gustaf Mauritz Armfelt och Berndt Johan Hastfer fortsatt arbetet med krigsplanerna.
Natten till den 21 maj informerades riksrådet Carl Sparre av kungen om hans avsikt att angripa Ryssland. Sparre avrådde från ett sådant företag, varpå kungen svarade sig inte planera något krig men fått uppgifter om att Ryssland planerade ett angrepp och att han fordrade arméns sammandragande. Dagen efter lade Gustav III fram en förfalskad depesch från den svenske envoyén i Sankt Petersburg, Johan Fredrik von Nolcken, för riksråden Gustaf Adolf Hjärne, Nils Adam Bielke, Joakim Beck-Friis, Melker Falkenberg, Carl Sparre, Fredrik Sparre, Johan Gabriel Oxenstierna och Fredrik Vilhelm Ridderstolpe. Dessa tillstyrkte nu mobilisering, men att inget angrepp från svensk sida skulle göras och att man borde sända depescher till Ryssland för att avhöra kejsarinnans svar.
Mer än så begärde dock inte kungen, som var mycket nöjd med sitt råd. "Jag har i dag", skrev han till Armfelt, "gått över Rubicon, och – för att tala bokstavligen sant – rådet har fört mig däröver. Aldrig hade jag trott, att gubbar kunde vara så livliga och modiga." Till den franske ministern, som Gustav III råkade på operan, yttrade han vid samma tid att detta var det skönaste ögonblicket i hans liv, skönare än revolutionsdagen 1772: "Europa skall döma mig, och jag går att angiva den plats, som jag en gång får intaga i historien."

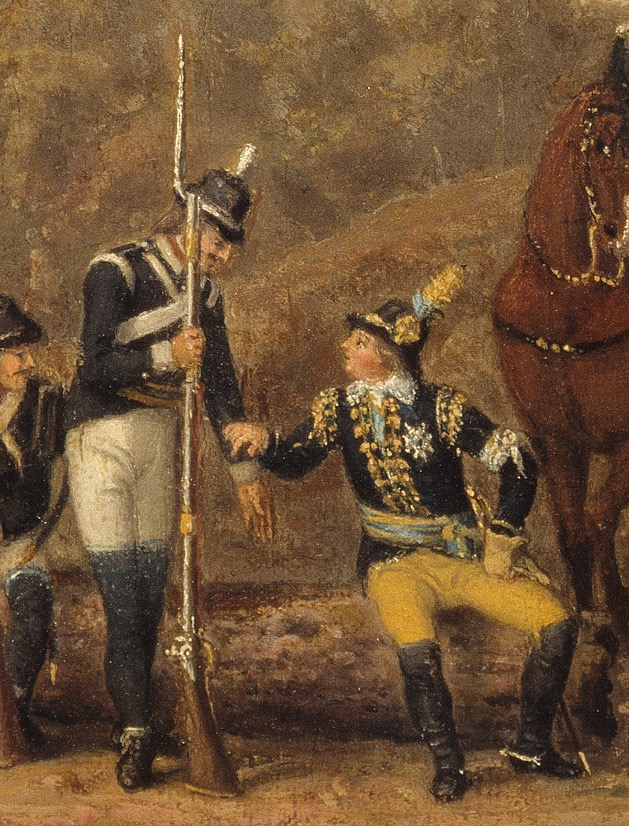
Gustav III i generalsuniform på tavlan Gustav III och soldaten Gren av Pehr Hilleström.

Den 23 juni var dagen som satts för överfarten till Finland. Enligt tidningen Dagligt Allehanda så höll kungen cour klockan åtta på kvällen i Karl XI:s galleri på Stockholms slott där hovets damer och herrar deltog. Man kan vidare läsa att:
| ”                                        | Alla som äro Hans Kongl. Maj:t följaktiga på Resan, woro klädde uti sina Uniformer med Skor och hwita Strumpor; de öfrige Cavalierer efter wanligheten. Sedan Couren slutades, geck Hans Kongl. Maj:t neder till Kongs-Bryggan utföre Drottningens stora trappa öfwer Logården och steg om bord på Kongl. Skeppet. | „ |
| – Dagligt Allehanda, 25 juni 1788, sid 1 | |   |

Vad som skedde på kajen innan Gustaf III steg ombord på skeppet beskrivs av ögonvittnet Johan Hjerpe som arbetade i en bod vid Stortorget.
| ” | Här tog Deras Majestäter ett ömt avsked av varandra samt Kronprinsen. Hertig Fredrik av Östergötland for även med, Kronprinsen grät. Detta var en rörande syn, på alla sidor skallade folkets rop, Leve Konungen, så från skeppsmaster som hela bron framåt till Södra bergen vid Sankta Katarina, som voro klädda med folk. Kunglig Majestät var klädd i generalsuniform. | „ |
| – Johan Hjerpe 23/6 1788, Johan Hjerpes dagboksanteckningar, 1788–1789, F 824a, Uppsala universitetsbibliotek | |   |

Här blir det tydligt att kungen och hela hans följe var klädda i uniform. Den 23 juni var även samma dag som Gustav II Adolf anträdde sin överfart till Tyskland under trettioåriga kriget, vilket kanske var medvetet valt. Fartyget som bar kungen till Finland var hans stabsfartyget Amphion.
Historiker som exempelvis Carl Grimberg har beskrivit att kungen skulle ha ”klätt ut sig efter Gustavs Adolfs föredöme i en ljusblå dräkt med ett stort blått och gult sidenskärp, garnerat med guldfransar omkring midjan samt stor svart hatt med en väldig fjäderbuske. Men klackarna voro Gustav III:s: de voro kokett röda. För säkerhets skull bar han Karl XII:s värja, som han tagit från arsenalen”. Även om Grimberg representerade vad som då ansågs vara etablerad historieforskning så hindrar detta inte att mycket av stoffet kommit att omvärderas och den tidigare upplagan anses av senare historiker vara föråldrad samt i delar direkt felaktig.

## Krigets förlopp

### Den svenska krigsförklaringen och krigets inledning
Det gällde för Gustav III att finna en förevändning för att börja kriget. Enligt regeringsformen hade han nämligen inte rätt att börja anfallskrig utan riksdagens samtycke, vilket han knappast skulle få. Katarina II var samtidigt angelägen om att slippa få Sverige till fiende så länge hon var i krig med turkarna. Kejsarinnan skrev:
| ” | Börja kriget får vi inte, för om han anfaller oss får han inte någon hjälp av svenska nationen enligt dess författning. Men anfaller vi måste den hjälpa honom. Jag ämnar därför lämna honom god tid att göra dumheter, förstöra pengar och äta upp sitt bröd. | „ |

Hastfer fick order om att anstalta ett falskt överfall av ryska kosacker som skulle utgöra krigsorsak. Anfallet, som kungen fått uppslag till av Gudmund Jöran Adlerbeth, genomfördes natten 27–28 juni. Hastfer inledde redan då de första rapporterna om de ryska kosackernas anfall inkommit ett anfall mot Nyslott med 1.300 man, dit han ankom den 2 juli. Det visade sig då att man glömt stormstegar och man tvingades, sedan besättningen vägrat ge sig, att inleda en belägring. Sedan man efter sex veckor inte lyckats nå ett avgörande hävde man belägringen.
Gustav III fick underrättelserna om anfallet 2 juli då han befann sig i Helsingfors, och avsände då en krigsförklaring till kejsarinnan. De svenska flottmanövrerna dröjde dock. Medan den ryska flottan löpte ut från Kronstadt den 4 juli gick den svenska först 6 juli från Hangö in i Finska viken. Hertig Karl som var överbefälhavare över flottan fick först den 7 juli information om krigsförklaringen och gjorde sig ingen brådska att inleda sina aktioner. Gustav III, som i avvaktan på att inleda stridigheterna besökt ryska gränsen blev mycket förbittrad då han 12 juli återvände till Helsingfors och ännu fann den svenska flottan kvar i staden. 
Den svenska arméns utrustning var inte den bästa. Skjöldebrand ger efter Tolls beskrivning en skildring av i vilket skick vapen, ammunition och förråd kom fram till Finland:
| ” | Där ett slags kanoner funnos, voro lavetter av ett annat slag och kulor av en annan kaliber. Musköter funnos av olika kaliber, och kulor och patroner till dem voro oriktigt utdelade. Ammunitionsvagnar, trossvagnar, förråd — allt var från fartygen vräkt på stranden i stora högar. Alla väntade att få sig tilldelt vad som hörde till deras vapen. Alla skreko över brist och oordning. Ingen ansåg sig skyldig att reda, urskilja och framskaffa föremålen dit de borde komma. | „ |

En stor del regementen var utan både strumpor, skor och kappor.
Kungen löpte slutligen ut med flottan 14 juli, och 18 juli stod sjöslaget vid Hogland. Slaget slutade oavgjort, men var en kraftig missräkning för svenskarna, som inte lyckats skaffa sig sjöherravälde i Finska viken, vilket var nödvändigt för att kunna lyckas med en framgångsrik landstigningsoperation.
I stället tvingades man nu förlita sig på att rycka fram landvägen mot Sankt Petersburg. Gustaf Mauritz Armfelt ryckte med en mindre styrka över gränsen 12 juli och överrumplade en rysk gränspostering vid Storabborrfors, varifrån man sedan ryckte vidare till Högfors 14 juli, där man fann bron uppbränd och måste vänta till den 17 juli innan man kunde fortsätta framryckningen och 18 kom fram till Summa, 2/3 mil från Fredrikshamn. Huvudarmén, vars befäl överlämnats till kungagunstlingen Gustaf Mauritz Armfelts farbror Carl Gustaf Armfelt, beordrades att genomföra ett anfall mot Fredrikshamn, och 24 juli lämnade Gustav III Helsingfors och begav sig till arméns högkvarter i Hussula, dit han ankom den 28 juli. Här visade sig missnöjet i armén stort. De flesta misstrodde anfallskriget, trupperna beklagade sig över brist på föda och dålig utrustning. Situationen kom som något av en chock för Gustav III, som trott att kriget skulle mötas med entusiasm. 29 juli sammanträffade kungen med Gustaf Adolf von Siegroth och Michael Anckarsvärd för att närmare planera anfallet. 

### Anfallet mot Fredrikshamn och Anjalaförbundet

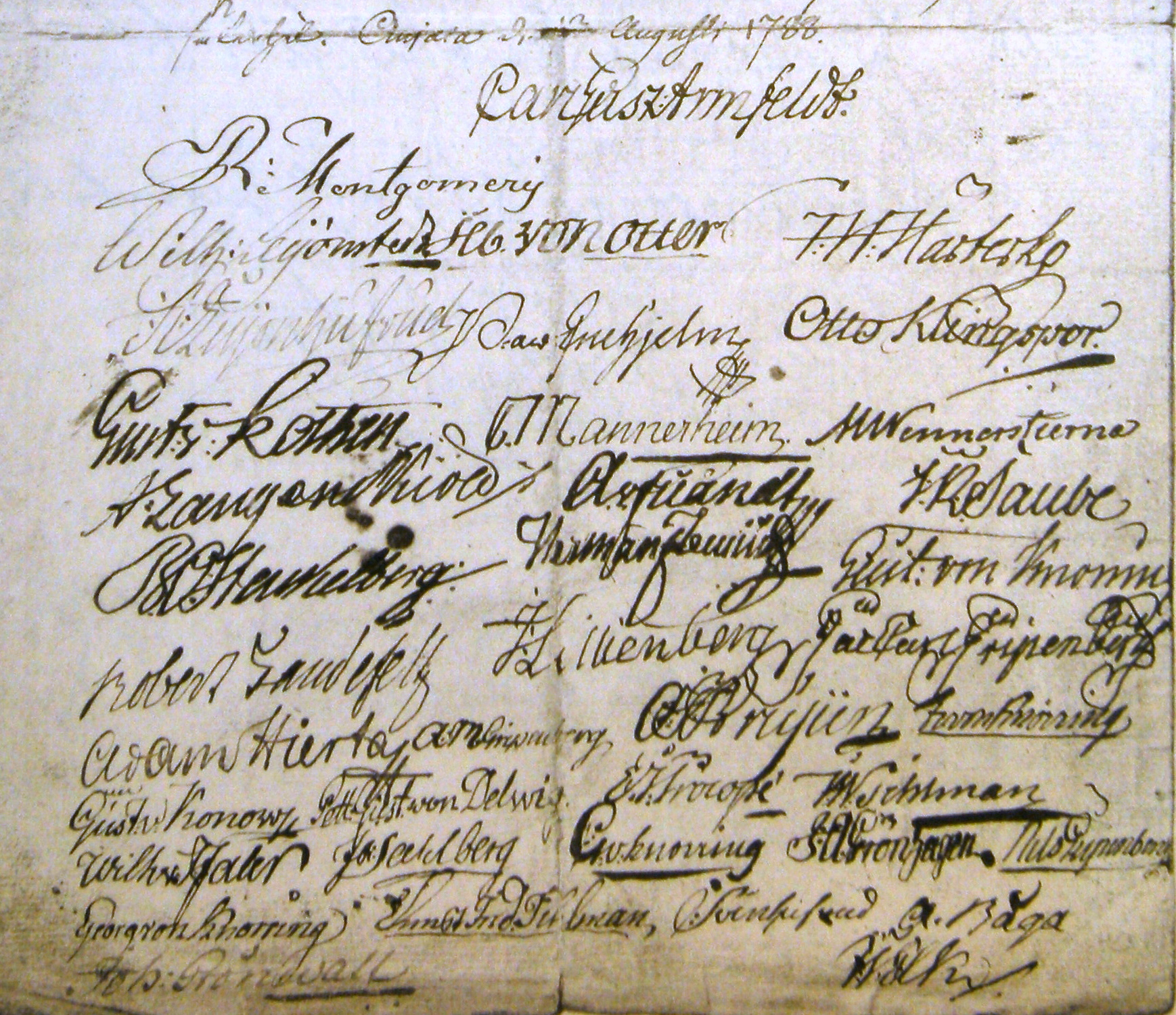
Anjalaförbundet, undertecknat av dess medlemmar. 12 augusti 1788.

Man beslutade om en landstigning mellan Fredrikshamn och Viborg, men inte om något datum. Det hela måste dock ske före 4 augusti, då truppernas proviant inte skulle räcka längre än så. Den 1 augusti avseglade Anckarsvärd med skärgårdsflottan och samma dag utbröt myteri bland soldaterna i Hussula. Åbo läns och Björneborgs regementen började utan order att avtåga mot Anjala. Man lyckades övertala soldaterna att vända om, men även bland officerarna spred sig missnöjet och inte mindre än 180 officerare sade upp sig från sina tjänster och lämnade armén. Efter att hjälpligt lyckats återställa ordningen i armén, genomförde Anckarsvärd den 3 augusti en landstigning öster om Fredrikshamn. Måns von Rosenstein hade redan med en avdelning ur skärgårdsflottan lagt till utanför staden. Då artilleriet var placerat i sina ställningar och anfallet förberett erhöll Gustaf Adolf von Siegroth som förde befälet över landtrupperna order av kungen att som attacken från väster och Hussula och Summa inte kunde verkställas stod det Siegroth fritt att inställa även sitt anfall om han så önskade. Siegroth valde då att avbryta anfallet och åter stiga ombord på skärgårdsflottan. Gustaf Mauritz Armfelts trupper hade förgäves väntat på förstärkningar från huvudarmén i Summa. Den 4 augusti infann sig kungen hos honom med en mindre trupp, varifrån de gemensamt sedan retirerade till Högfors och Kymmenegård.
Den 9 augusti lämnade Johan Anders Jägerhorn Sverige för att lämna Liikalanoten till kejsarinnan Katarina den stora, där han erbjöd fredsförhandlingar. Liikalanoten var dessutom undertecknad av generalen Carl Gustaf Armfeldt den yngre, översten Johan Henrik Hästesko samt ytterligare fyra officerare. Detta utvecklades sedan raskt till att ett stort antal officerare samlades på Anjala gård vid Kymmene älv den 12 augusti. Dessa 113 officerare bildade vad man kallat Anjalaförbundet och man skrev samma dag under Anjalakten, som beskrev kriget som olagligt och att man ville förhandlad om fred. Dessutom ansåg man att en ny riksdag skulle inkallas där maktfördelningen mellan kungamakten och riksdagen skulle balanseras. Förbundet gick så långt så att man den 25 augusti i det så kallade Avertissementet dessutom krävde kungens abdikation.
När detta pågick hade även Danmark förklarat Sverige krig och den 21 augusti fick kungen beskedet att kriget med Danmark inletts. Kungen ska enligt källor då ha utropat "Jag är räddad!". Kungen kunde nu lämna Finland, utan att det såg ut som en flykt, samtidigt som han skulle försöka ena folket i kriget mot Danmark. Dessutom började opinionen svänga, då det framkom att Jägerhorn, efter att han återkommit från Sankt Petersburg den 24 augusti, hade gått längre än vad de flesta sammansvurna hände tänkt sig. Han hade inte enbart förhandlat om fred, utan även om att lösgöra Finland från Sverige. Detta gjorde att Anjalaförbundet splittrades. 
I ett brev till sin syster Sofia Albertina skriver Gustaf III den 23 augusti 1788:
| ”                                 | Vår overksamhet är varken påtvingad av våra egna åtgärder eller av våra fiender utan av skamliga inhemska skäl , som skulle kräva alltför utförliga förklaringar, och som inte kommer att skänka dem ära som är upphov därtill. Allt kommer att återgå till ordningen, men tiden och fälttåget går förlorat. | „ |
| – Kymmenegård den 23 augusti 1788 | |   |

De "skamliga inhemska skälen" åsyftar troligen Anjalaförbundet. Han skriver även om det gryende danska hotet med orden:
| ”                                 | Danmarks rörelser som börjar bli allvarligare och allvarligare, kommer att tvinga mig till förberedelser, som jag gärna skulle ha velat undvika. De där människorna vet inte, vad de gör, de arbetar efter gamla principer, som var mycket naturliga för hundra år sedan, men som är föga välbetänkta sedan Norden har ändrats helt och hållet genom en ny makts inträde i Östersjön. | „ |
| – Kymmenegård den 23 augusti 1788 | |   |

Den "nya makten" är troligen Preussen.
Kungen lämnade därmed Finland och lämnade över befälet till sin bror Hertig Karl.

### Hösten 1788 – våren 1789

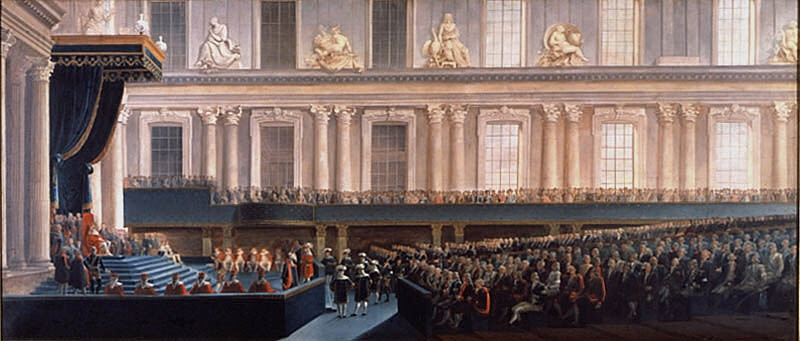
Riksdagen 1789 öppnas på Stockholms slott. Målning av Louis Jean Desprez.

Hertig Karl var försiktigare än kungen och utrymde de områden som den svenska armén besatt på ryska sidan. Armén lades i vinterkvarter den 20 oktober, dock avlöste kungen hertigen från befälet, först med Fredric Arvidsson Posse för att slutligen den 11 december utse generalen Johan August Meijerfeldt. Under hösten hade stämplingarna inom armén avtagit, främst då underbefäl och manskap samt alla de lägre stånden i ståndsriksdagen visade en tilltagande ilska mot de adliga officerarna som mitt under brinnande krig underhandlade med fienden. Den 1 december 1788 utfärdades arresteringsorder för anjalamännen, varav de flesta greps och fördes till Stockholm under januari 1789.
Samtidigt som detta pågick i Finland hade stridigheter utbrutit i Västsverige där en dansk armé hade inbrutit från Norge, och hotade Göteborg. Dock kunde man redan den 9 oktober ingå vapenstillestånd efter medling av det engelska sändebudet Hugh Elliot, ett stillestånd som förlängdes fram till krigsslutet i maj 1789. Kungen hade heller inte förhållit sig passiv, utan hade likt en ny Gustav Vasa begett sig till Dalarna där han stående i Mora hade uppmanat folket att resa sig, till skydd mot fienderna inom och utom riket. Stärkt av detta inkallade Gustav Riksdagen 1789 som tog sin början den 2 februari. Under Riksdagen blev det tydligt att kungen nu stödde sig mot de tre ofrälse stånden, och han lyckades med deras hjälp införa ett tillägg till 1772 års regeringsform som kallades Förenings- och säkerhetsakten. I och med denna utökades kungens makt, samtidigt som adelns privilegier bröts. Riksdagen beviljade dessutom stora summor till kriget, och Riksgäldskontoret grundades för att hantera lånen som orsakades av kriget.

### Kriget fortsätter

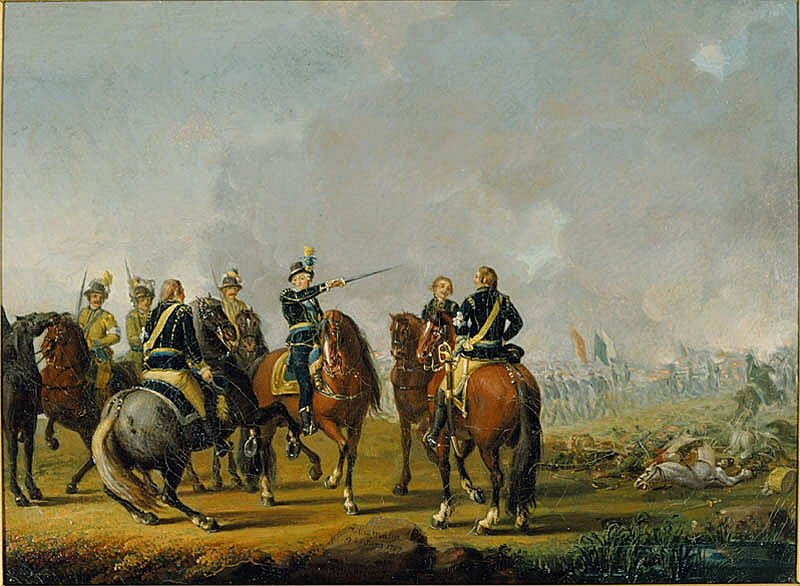
Gustav III under slaget vid Uttismalm, den 28 juni 1789. Målning av Per Hilleström.

Den 9 juni 1789 seglade kungen tillbaka till Finland, och man hade under våren dels tillfört armén kontanter så innestående löner betalades ut, samtidigt som provianteringsförråd hade lagts upp. Strax kom dock underrättelser att den ryska armén troligen tänkte falla in i Savolax, denna inmarsch hejdades genom slaget vid Porrassalmi den 13 juni, samt även genom andra slaget vid Porrassalmi den 18–19 juni. Savolaxbrigadens chef Curt von Stedingk kunde nu dra tillbaka sina trupper till Jorois. Dock hade en lucka om 150 kilometer skapats till huvudarmén i söder.
När striderna i norr avstannade inleddes den 23 juni operationer utefter det södra frontavsnittet i Finland. Den svenska huvudarmén delades upp på två kårer om omkring 6000 man, där den ena skulle stöta mot Villmanstrand samt att den andra, i samarbete med Arméns flotta, skulle gå mot Fredrikshamn.
Inledningsvis gick det bra och kungen ledde trupperna själv till seger i slaget vid Uttismalm den 28 juni, därefter avstannade dock anfallet. Kåren som gick mot Villmanstrand ansågs för svag, och man ändrade planen till att bägge kårerna skulle gå mot Fredrikshamn. Den 3 juli fördrevs en rysk trupp om tre bataljoner från Liikala, man blev dock tvungen att dra sig tillbaka då den styrka som stod under Lars Fredrik von Kaulbars befäl hade tvingats till reträtt efter slaget vid Kaipiais. Kungen deltog vid denna reträtt, och det är under denna som mötet sker mellan kungen och soldaten Gren som därefter förevigades av konstnären Pehr Hilleström. Kriget utvecklades nu till ett ställningskrig där man förskansade sig i befästa läger.
Stedingk gick den 21 juli till förnyat anfall i norr och slog en rysk styrka under slaget vid Parkumäki och man kunde därefter slå nytt läger vid Nyslott. I söder hade även Meijerfeldt vissa framgångar och man intog på nytt Värälä och Anjala. Befälet för den södra delen övertogs nu av Gustaf Adolf von Siegroth som förlade sina trupper till Kymmenegård dit även Gustav III förlade högkvarteret.
För flottan gick det sämre och den 15 augusti förde man en oavgjord strid vid Korkiansaari holme, som gjorde att flottan drog sig tillbaka mot Svensksund. Där blev man dock upphunnen av ryssarna och flottan förlorade under Carl August Ehrensvärd 14 fartyg och mer än 1500 man under sjöslaget vid Svensksund den 24 augusti, varefter trupperna vid kusten drog sig tillbaka till Aborrfors som därefter anfölls av ryska sjö- och landtrupper. Armén utrymde nu området, och man var på hösten tillbaka i samma ställningar som innan sommarens offensiv tog vid. De nya förstärkningar som kom från Sverige förlades i Nyland som försvar mot det av ryssarna besatta Porkala. Under den senare delen av september pågick strider efter den nyländska kusten, under det som kallades slaget vid Älgsjöskatan, då de svenska styrkorna lyckades hindra ryssarnas framryckning. Under slutet på oktober avstannade striderna 1789, och bägge arméerna gick i vinterläger.

### 1790 års fälttåg

Slaget vid Svensksund, den 9-10 julin 1790. Målning av Johan Tietrich Schoultz.

Inför det tredje krigsåret dammades den ursprungliga planen från 1788 av, man skulle på nytt försöka sig på en räd mot Sankt Petersburg. Stora truppförband fördes ombord på flottan, vilket försvagade arméns huvudstyrka, trots att denna hade utökats med manskap från vargeringen. Planen var att tre armégrupper som utgick från S:t Michel, Rantasalmi samt Karelen skulle dra till sig ryssarnas uppmärksamhet. Man inledde striderna tidigt, redan den 15 april, vilket var innan ryssarna hunnit rusta färdigt. Man erövrade Kärnäkoski och Gustaf Mauritz Armfelt slog därefter tillbaka ett ryskt motanfall, dock lyckades man inte förena de tre grupperna varför striderna avstannande.
Istället gick Gustav III till anfall i söder och den 29 april vann man Slaget vid Valkeala vilket gjorde att kåren under Gustav kunde förenas med Armfelts kår. Man planerade därefter på nytt ett anfall mot Villmanstrand dock gjorde ett ryskt motanfall att man tvingades dra sig tillbaka in på svenskt territorium, förföljda av ryssarna. Under en nattlig strid den 19-20 maj vid Keltis baracker slog Vilhelm Mauritz Pauli den ryska styrkan som överrumplades och den drog sig tillbaka in på ryskt territorium.
Under tiden pågick sjökriget, redan den 13 mars genomförde en svensk sjöstyrka räden mot Baltischport i Estland där den ryska skärgårdsflottan hade en bas. Sedan genomförde den svenska flottan den 13 maj en räd mot Reval där den emellertid förlorade sjöslaget vid Reval. Arméns flotta kunde sedan den 15 maj slå den ryska i Slaget vid Fredrikshamn, vilken förlorade ett 40-tal fartyg. Den 20 maj försökte man på nytt anfalla staden, för att förstöra varvet, något som misslyckades under Andra slaget vid Fredrikshamn och man gjorde en taktisk reträtt tillbaka till Svensksund.

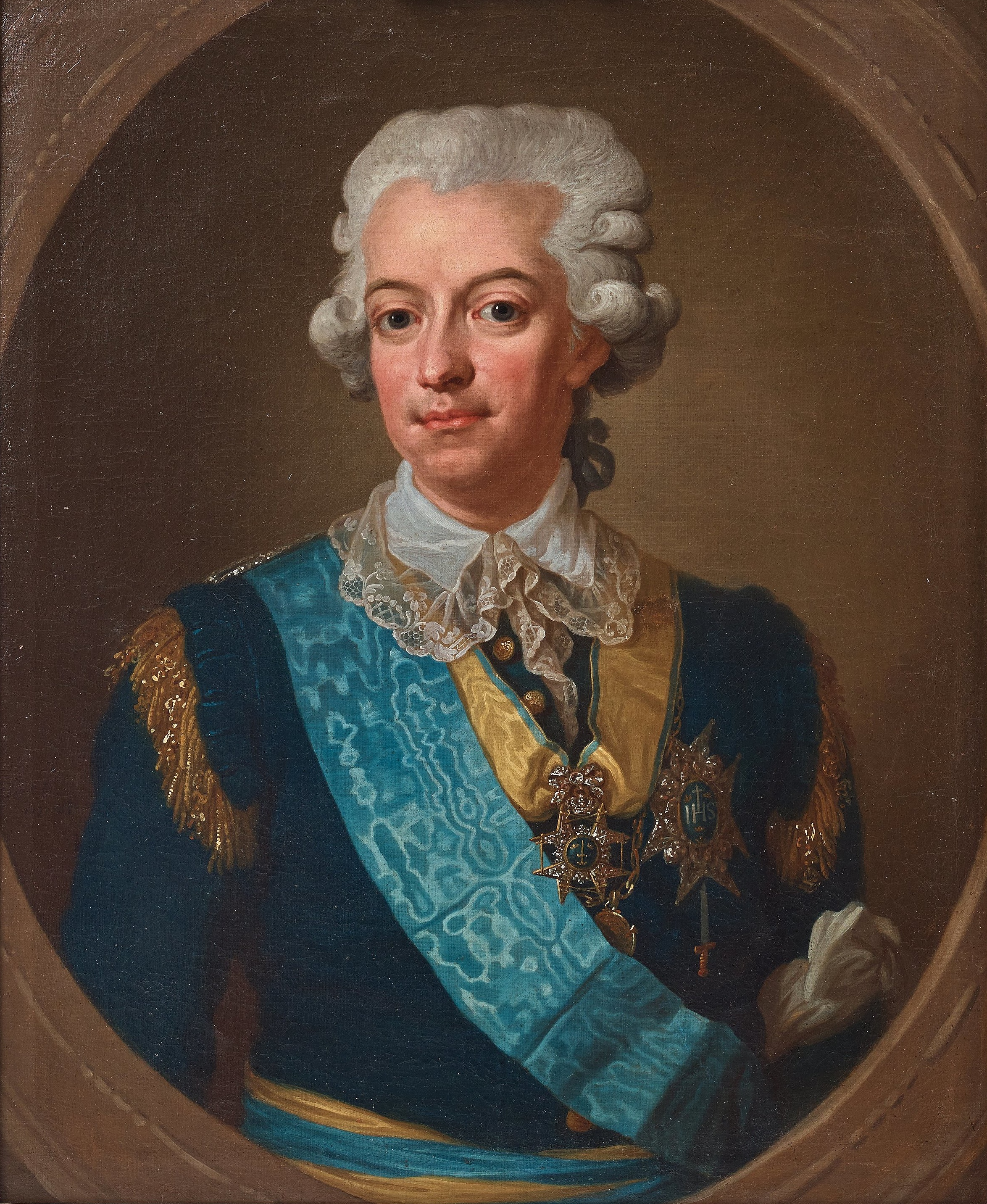
Gustav III i Skärgårdsflottans uniform m/1779, såsom han var klädd under slaget vid Svensksund. Porträtt av Lorens Pasch den yngre.

Under juni gjorde Armfelt på nytt ett försök att slå den ryska armén, dock slutade det med förlusten vid slaget vid Savitaipal där även Armfelt skadades. Meijerfeldt ryckte då fram och förskansade sig vid Kymmenegård och Högfors.
Den 7 juni landsteg tre kårer från flottans fartyg vid Björkösund och började tåga landvägen mot Sankt Petersburg, dock mötte man snart motstånd och man började pressas tillbaka av ryska förband. Som en del i att försöka hindra och stopp de ryska motanfallen landsatte man under skydd av Arméns flotta den 16 juni trupper ur Livgardet vid Trångsund, dessa trupper landsteg under kraftig eld och lyckades driva de ryska trupperna på flykten. Träffningen kallas för Landstigningen vid Kachis kapell, vilket lättade på trycket för de övriga svenska trupperna i området. Dock valde man att den 18 juni att inskeppa alla landsatta förband, och därmed hade planen om att erövra Sankt Petersburg misslyckats.
Den svenska linjeflottan och arméns flotta, som nu opererade djupt inne på ryskt vatten, fann sig snart omringad och innesluten av ryska sjöförband inne i Finska viken. Totalt fanns på flottan förutom kung Gustav III, 30 000 man, 47 fartyg ur linjeflottan, 174 fartyg ur arméns flotta samt omkring 60 transportfartyg. En katastrof stod för dörren, där hela den svenska flottan, stora delar av armén samt kungen själv kunde förloras till Ryssland. Dock lyckades inte den ryska amiralen Vasilij Tjitjagov med sin inneslutning, och natten mellan den 2 och 3 juli slog sig den svenska flottan fri under Viborgska gatloppet, med en förlust av ett 10-tal fartyg och omkring 4500 man.
Den svenska flottan drog sig nu tillbaka till Sveaborg medan arméns flotta återsamlades i Svensksund, förföljd av den ryska. Den 9 juli inleddes slaget vid Svensksund som blev en total svensk seger mot den ryska skärgårdsflottan, som förlorade uppemot 80 fartyg och över 10 000 man i döda och tillfångatagna.

## Freden i Värälä

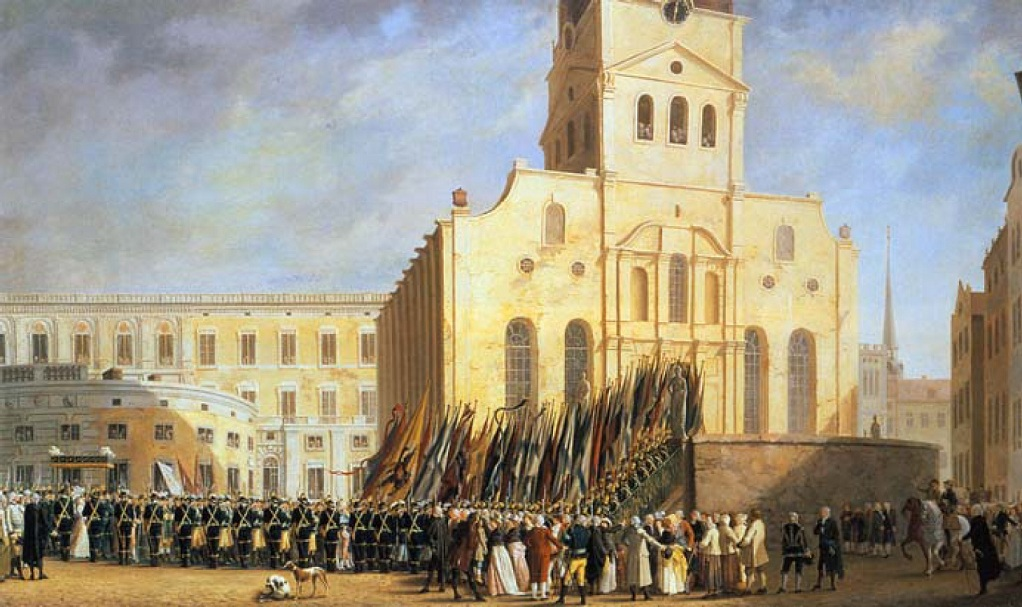
Troféer från slaget vid Svensksund bäres in i Storkyrkan, målning av Pehr Hilleström

Efter Svensksund kunde fredsförhandlingar inledas, och platsen som valdes blev Värälä slätt, bredvid Kymmene älv. Denna plats låg mellan de bägge ländernas förposter, då svenskarna sedan maj hade besatt Värälä med trupper under generallöjtnant Wilhelm Mauritz Pauli.
Freden i Värälä kunde undertecknas den 14 augusti utan landavträdelser från någon sida. Sverige lyckades nå målet att få Ryssland att avstå rollen som garant för frihetstidens författning. Denna hade upphävts av Gustav III år 1772, och därefter hade frågan varit ett irritationsmoment i kontakten mellan de två länderna, eftersom den gjorde att Ryssland formellt hade rätt att vidta åtgärder för att återställa författningen. Freden underhandlades på plats av Gustaf Mauritz Armfelt på den svenska sidan och av Otto Henrik Igelström på den ryska.

## Strider
- Sjöslaget vid Hogland.
- Anfallet mot Fredrikshamn.
- Slaget vid Porrassalmi.
- Andra slaget vid Porrassalmi.
- Slaget vid Uttismalm.
- Slaget vid Kaipiais.
- Slaget vid Parkumäki.
- Sjöslaget vid Öland.
- Artilleriduellen vid Korkiansaari holme.
- Slaget vid Svensksund (1789).
- Räden mot Baltischport.
- Slaget vid Valkeala.
- Slaget vid Korhois.
- Sjöslaget vid Reval.
- Slaget vid Fredrikshamn.
- Andra slaget vid Fredrikshamn.
- Slaget vid Keltis baracker.
- Sjöslaget vid Kronstadt.
- Landstigningen vid Kachis kapell.
- Slaget vid Savitaipal.
- Viborgska gatloppet.
- Slaget vid Svensksund.